# Ян Ґустафссон
Ян Ґустафссон (нім. Jan Gustafsson, 25 червня 1979, Гамбург) — німецький шахіст, гросмейстер (2003).  Аналітик проєкту Chess24.com, тренер збірної Німеччини.

## Біографія

### Ранні роки
Народився 25 червня 1979 року у Гамбурзі в родині моряків. З 11 років зацікавився шахами та у 1992 році вперше взяв участь у шаховому турнірі.
У 1994 році виграв чемпіонат Німеччини серед юнаків вікової категорії до 15 років, а у 1996 році — до 17 років. Головний тренер чоловічої збірної Німеччини із шахів.

### Шахова кар'єра
У 1999 році Я. Ґустафссон отримав титул міжнародного майстра (IM), а у 2003 році — гросмейстера (GM).
У 2001 році став переможцем чемпіонату Німеччини з шахів у бліці.
У 2004 та 2005 роках брав участь у чемпіонатах Німеччини та посів друге місце.
Представляв Німеччину на чотирьох шахових олімпіадах (2004, 2006, 2008 та 2012).

### Тренерська діяльність
Тренував збірну Данії до шахової олімпіади у 2010 році.
Головний тренер збірної Німеччини з 2022 року.
Капітан команди «WR Chess» німецького бізнесмена Вадима Розейнштейна (цей шаховий меценат грав у шаховому турнірі із Сергієм Карякіним у Москві у травні 2022 року) у командному чемпіонаті світу 2023, секундант російського гросмейстера Яна Непомнящого у турнірі претендентів 2024.